# Lamperó
Lamperó (Lampero) är en ort i Grekland.   Den ligger i prefekturen Nomós Kardhítsas och regionen Thessalien, i den centrala delen av landet, 220 km nordväst om huvudstaden Aten. Lamperó ligger 638 meter över havet och antalet invånare är 235. Den ligger vid sjön Technití Límni Plastíra.
Terrängen runt Lamperó är kuperad österut, men västerut är den bergig. Runt Lamperó är det glesbefolkat, med 12 invånare per kvadratkilometer. Närmaste större samhälle är Karditsa, 16,0 km nordost om Lamperó. I omgivningarna runt Lamperó växer i huvudsak blandskog.